# Sumingkir (Jeruklegi)
Sumingkir is een bestuurslaag in het regentschap Cilacap van de provincie Midden-Java, Indonesië. Sumingkir telt 4639 inwoners (volkstelling 2010).